# Eucalyptus canobolensis
Eucalyptus canobolensis är en myrtenväxtart som först beskrevs av Lawrence Alexander Sidney Johnson och Kenneth D. Hill, och fick sitt nu gällande namn av J.T. Hunter. Eucalyptus canobolensis ingår i släktet Eucalyptus och familjen myrtenväxter. Inga underarter finns listade i Catalogue of Life.